# Tájékoztatásügyi Minisztérium
A Tájékoztatásügyi Minisztérium 1945 és 1948 között működött a Magyar Köztársaságban. Élén a tájékoztatásügyi miniszter állt. A tárca először a Tildy-kormányban szerepelt.
A minisztériumot az 1948. évi I. törvény szüntette meg, 1948. január 26-ával.
A törvény elrendelte, hogy a tájékoztatásügyi miniszter hatáskörébe tartozó ügyeknek a miniszterelnök, illetőleg a külügyminiszter ügykörébe utalása iránt a magyar köztársaság kormánya rendelettel intézkedjen. Az addig a tájékoztatásügyi miniszter tárcájának létszámához tartozott személyeket a miniszterelnök, illetőleg a külügyminiszter tárcájának létszámába kellett átvenni.
A legutolsó minisztert, a kommunista Molnár Eriket kivéve, a minisztert mindig a Független Kisgazdapárt adta, ugyanakkor a kommunisták részéről delegált Kállai Gyula volt a minisztérium politikai államtitkára 1945. november és 1947. május között.

## Tájékoztatásügyi miniszterek
- Balla Antal 1945. november 15. és 1946. február 4. között (a Tildy-kormányban), majd 1946. február 4-től 1946. november 20-ig (a Nagy Ferenc-kormányban)
- Bognár József 1946. november 20-tól 1947. március 14-ig (a Nagy Ferenc-kormányban)
- Mihályfi Ernő 1947. március 14-től 1947. május 31-ig (a Nagy Ferenc-kormányban), majd 1947. május 31.-től  1947. szeptember 24-ig (a Dinnyés-kormányban)
- Molnár Erik (1947. szeptember 24-től 1948. január 28-ig (a Dinnyés-kormányban)